# Julötrast
Julötrast (Turdus erythropleurus) är en fågel i familjen trastar inom ordningen tättingar.

## Utseende och läte
Julötrasten är grå och brun trast med ljus strupe och orange buk. Den är lysande orange på näbb, ögonring, fötter och ben. Sången består av en varierande serie med dubblerade toner. Bland lätena hörs ett explosivt tjatter.

## Utbredning och systematik
Fågeln förekommer enbart på Julön. Den behandlas som monotypisk, det vill säga att den inte delas in i några underarter. Tidigare kategoriserades den som underart till Turdus poliocephalus, men denna har efter studier delats upp i ett antal arter, bland annat julöstrast.

## Levnadssätt
Julöstrasten hittas i skogsmiljöer, ofta rätt nära bebyggelse. Fågeln påträffas ofta födosökande aktivt på marken.

## Status
IUCN erkänner den inte som art, varför dess hotstatus inte bedömts.